# Dicamptodon copei
Espèce
Statut de conservation UICN

 LC  : Préoccupation mineure
Dicamptodon copei est une espèce d'urodèles de la famille des Ambystomatidae.

## Répartition
Cette espèce est endémique du Nord-Ouest Pacifique d'Amérique du Nord. Elle se rencontre jusqu'à 975 m d'altitude :
- dans le nord-ouest de l'Oregon ;
- dans la péninsule Olympique dans l'État de Washington.

## Habitat
Cette espèce des régions proches de l'océan Pacifique apprécie les forêts tempérées humides, les rivières, les lacs et les marais aux eaux froides. Il s'agit d'une espèce menacée à cause de la diminution de la superficie de son habitat.

## Description
Les adultes mesurent de 6,5 à 11,4 cm sans la queue, avec un maximum de 20,5 cm de longueur totale. 
Sa larve ressemble aux larves de Dicamptodon ensatus mais contrairement à cette dernière sa larve n'atteint pas toujours son stage de croissance d'adulte. Plus petite, elle a une tête plus étroite et des limbes moins longues. Son sommet est brun avec des taches jaunâtres autour de glandes blanches sur la peau tandis que son ventre est bleu-gris.

## Comportement
Généralement, cette espèce ne se métamorphose pas pour atteindre la phase d'adulte. Elle atteint donc sa maturité sexuelle lors de son stage larvaire (paedomorphose). Néanmoins, des individus adultes sont toutefois présents dans la nature. Des essais laboratoires avec des traitements sur la thyroïde ont permis de métamorphoser artificiellement des larves au stade d'adulte.

## Étymologie
Cette espèce est nommée en l'honneur d'Edward Drinker Cope.

## Publication originale
- Nussbaum, 1970 : Dicamptodon copei n. sp., from the Pacific Northwest, U.S.A. (Amphbia: Caudata: Ambystomatidae). Copeia, vol. 1970, no 3, p. 506-514.